# Helmut Wilsdorf
Helmut Wilsdorf (* 9. Mai 1912 in Berlin; † 16. November 1996 in Dresden) war ein deutscher Pädagoge und Montanethnograph.

## Leben und Wirken

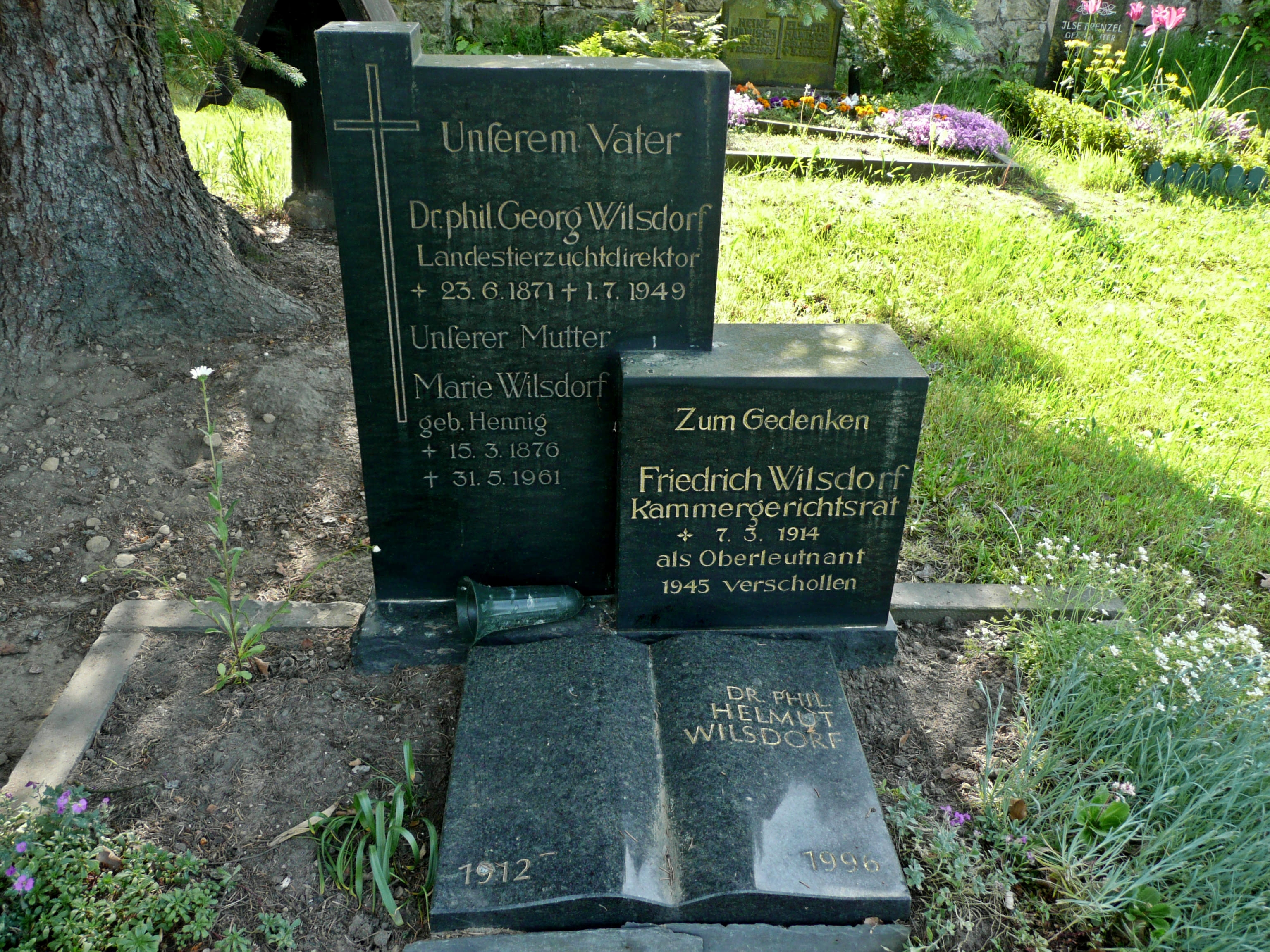
Grabstelle der Familie Wilsdorf in Papstdorf (Sächsische Schweiz).

Wilsdorf war der Sohn des Agronomen und Tierzuchtdirektors Georg Wilsdorf. Er studierte 1931 bis 1932 an den Universitäten Bonn und London Orientalistik und anschließend bis 1939 an der Universität Leipzig Geschichte. Von 1939 bis 1946 war er als Verlagslektor im Pam-Verlag der Kant-Gesellschaft in Leipzig tätig und leistete von 1940 bis 1945 seinen Militärdienst bei einer Dolmetscher-Ausbildungsabteilung ab. Von 1946 bis 1952 war er als Studienassessor bzw. Studienrat an der Erweiterten Oberschule Geschwister Scholl und anschließend bis 1959 an der Vorstudienanstalt der Bergakademie in Freiberg tätig. 1948 legte er sein Staatsexamen für Geschichte, Griechisch und Deutsch ab.
Als Ethnologe wurde Wilsdorf 1959 Oberassistent und 1961 Abteilungsleiter am Institut für Volkskunde der TU Dresden, wo er bis zu seinem Eintritt in den Ruhestand 1977 tätig blieb. Er veröffentlichte zahlreiche Bücher und Beiträge zur bergmännischen Volkskunde. Er war maßgeblich an der Agricola-Gedenkausgabe (AGA) beteiligt.
Seit 1931 war Wilsdorf wie zuvor schon sein Vater Mitglied der Burschenschaft Marchia Bonn, der er bis zu seinem Tode angehörte.

## Ehrungen
- 1966 Tragbare Medaille in Silber als „Bestarbeiter des Uranbergbaus“ in Jáchymov
- 1982 Johannes-R.-Becher-Medaille
- 1986 Winckelmann-Medaille
- 1988 Leibniz-Medaille der Akademie der Wissenschaften der DDR in Silber
- Medaille des Technischen Museums Prag

## Publikationen (Auswahl)
- Bergleute und Hüttenmänner im Altertum bis zum Ausgang der Römischen Republik: Ihre wirtschaftliche, soziale und juristische Lage. In: Freiberger Forschungshefte, Reihe D, H1, Akademie, Berlin 1952 (Dissertation, 1953) (Digitalisat)
- Georg Agricola und seine Zeit., Berlin 1956 (=Band 1 der Agricola-Gedenkausgabe)
- Bergbau, Wald, Flöße: Untersuchungen zur Geschichte der Flößerei im Dienste des Montanwesens und zum montanen Transportproblem. Mit Walther Herrmann und Kurt Löffler, Akademie, Berlin 1960, In: Freiberger Forschungshefte, 28 (Digitalisat)
- Bergleute und Hüttenmänner in deutschsprachigen Untersuchungen von 1945 bis 1964: eine montanethnographische Bibliographie. Mit Herta Uhlrich, Akademie, Berlin 1966, In: Montanethnographische Forschungen, Bd. 1, Veröffentlichungen des Instituts für Deutsche Volkskunde; Bd. 40
- Bergwerke und Hüttenanlagen der Agricola-Zeit. Mit Werner Quellmalz, In: Georg Agricola: Ausgewählte Werke., Erg.-Bd. 1, Hüthig, Heidelberg 1971
- Dokumente zur Geschichte des Steinkohlenabbaus im Haus der Heimat., Freital 1976
- Zur Geschichte der erzgebirgischen Bergbrüderschaften und Bergknappschaften. In: Glückauf, H. 23/24, Folklorezentrum Erzgebirge/Vogtland, Schneeberg 1986
- Montanwesen – eine Kulturgeschichte. Leipzig: Edition Leipzig 1987 (=Kulturgeschichte des Bergbaus, Glückauf, Essen 1987)
- Das historische erzgebirgische Bergmannshabit. In: Glückauf, H. 33/35, Folklorezentrum Erzgebirge/Vogtland, Schneeberg 1988
- Die letzte Schicht: bergmännische Grabgebräuche. Mit Steffen Brock, herausgegeben von Götz Altmann, Heimatland Sachsen, Chemnitz 1994